# 高達創戰者
《高達創戰者》（日语：ガンダムビルドファイターズ）為2013年10月7日起於東京電視台播放的日本電視動畫。並於2014年10月8日開始上映第二季動畫——《GUNDAM創戰者TRY》（日语：ガンダムビルドファイターズトライ）。

## 概要
本作品為包含《SDGUNDAMFORCE》與《SD GUNDAM三國傳BraveBattleWarriors》在內的「GUNDAM系列」第15部作品，同時也是系列再次以將鋼彈系列作品中的兵器立體化的塑膠模型產品，通稱「GUNPLA」的系列為主題的作品。
本作的原型應當是《模型戰士GUNDAM模型製作家 起始G》，是第一次把高達回歸虛構的遊戲動畫，從現實的人的角度看和玩鋼彈系列，而類似的漫畫作品本首見《模型神童狂四郎》。
2014年5月15日，萬代公佈了該系列的新企劃——「NEXT FIGHTERS STANDBY」，並於2014年7月17日宣佈新作名為《GUNDAM創戰者TRY》，預定于2014年10月放映。
本作除了将历代高达以改装、改色或无变动的造型再度出场外，剧中还会看到前作大部分高达的角色作为路人出现，可以是驾驶员的长相与原作极为相似，或是前作角色在同一画面中出现作为路人背景。

## 故事簡介
作品的故事舞台為近未來，動畫作品《機動戰士GUNDAM》的塑料模型，通稱「GUNPLA」（鋼普拉）在1980年代引起熱潮後數十年的世界。在該時捲起了一股「第二次鋼彈模型熱潮」的新浪潮。而帶動這個熱潮的便是名為「鋼彈模型對戰」的娛樂。因為發現了新元素「帕拉夫斯基粒子」進而開發的技術讓「鋼彈模型對戰」的出現，每年也都會舉辦鋼彈模型對戰的世界大賽。
主角「伊織誠」是個喜愛鋼彈模型，並夢想著有一天能參加鋼彈模型對戰世界大賽的鋼彈模型玩家。身為模型店的獨生子，擁有製作鋼彈模型的高超技巧，然而卻不擅長對戰的操作，總是在鋼彈模型對戰中的第一場就敗下陣來。
這樣的他，遇見了一位戰鬥時可以將鋼彈模型操控得出神入化的神祕少年——「嶺司」，於是兩人組成搭檔向世界大賽展開挑戰。

## 對戰資訊
| 對戰者                                                       | 機體名稱                                                           | 勝者                   | 備註                                                 |
| 伊織誠V.S.佐崎進                                             | 飛翼鋼彈V.S.吉昂                                                   | 佐崎進                 | 伊織誠戰績變為八戰八敗                               |
| 伊織誠V.S.佐崎進                                             | 製作攻擊鋼彈V.S.吉昂                                               | 伊織誠                 | 嶺司中途代替伊織誠出戰                               |
| 嶺司、伊織誠V.S.權田文太                                     | 製作攻擊鋼彈V.S.金色斯摩                                           | 嶺司、伊織誠           |                                                      |
| 嶺司、伊織誠V.S.結城達也                                     | 製作攻擊鋼彈V.S.驚異薩克                                           | 結城達也               | 在權田文太戰敗後參戰                                 |
| 嶺司V.S.拉爾先生                                             | 製作攻擊鋼彈V.S.古夫(舊版)                                         | 嶺司                   | 拉爾指導戰                                           |
| 嶺司V.S.七名化作吉翁軍的上班族們                             | 鋼球V.S.多數機體                                                   | 未知                   | 利卡德亂入                                           |
| 利卡德V.S.五名化作吉翁軍的上班族                             | 鳳凰飛翼鋼彈V.S.多數機體                                           | 利卡德                 | 僅兩發光束砲結束戰鬥                                 |
| 佐崎進V.S.未知參賽者                                         | 吉昂V.S.未知                                                       | 佐崎進                 | 外圍賽第一輪第三場                                   |
| 結城達也V.S.未知參賽者                                       | 驚異薩克V.S.砲擊型薩克                                             | 結城達也               | 外圍賽第一輪第四場                                   |
| 嶺司、伊織誠V.S.未知參賽者                                   | 全裝備型製作攻擊鋼彈V.S.未知                                       | 嶺司、伊織誠           | 外圍賽第一輪第七場                                   |
| 嶺司、伊織誠V.S.兩名未知參賽者                               | 全裝備型製作攻擊鋼彈V.S.超絕MEGA砲裝薩克                           | 嶺司、伊織誠           | 外圍賽第二輪                                         |
| 結城達也V.S.未知參賽者                                       | 驚異薩克V.S.正義鋼彈                                               | 結城達也               | 外圍賽第三輪第一場                                   |
| 嶺司、伊織誠V.S.琪拉拉                                       | 全裝備型製作攻擊鋼彈V.S.卡貝拉•迪特拉                              | 嶺司、伊織誠           | 外圍賽第三輪                                         |
| 利卡德V.S.嶺司                                               | 鳳凰飛翼鋼彈V.S.未知                                               | 利卡德                 |                                                      |
| 嶺司、伊織誠V.S.佐崎進                                       | 全裝備型製作攻擊鋼彈V.S.強化型吉昂                                 | 嶺司、伊織誠           | 外圍賽準決賽                                         |
| 伊織誠V.S.結城達也                                           | 全裝備型製作攻擊鋼彈V.S.驚異薩克                                   | 結城達也               | 結城達也加入PPSE前的最後一戰                         |
| 嶺司、伊織誠V.S.加藤的隊伍                                   | 製作鋼彈MK-ⅡV.S.鋼彈XX(GX Bit12臺設置)                             | 嶺司、伊織誠           | 外圍賽決賽                                           |
| 嶺司、伊織誠、矢版真生V.S.辰造                               | 製作鋼彈MK-Ⅱ、魔王X鋼彈V.S.阿普薩拉斯Ⅲ(I立場)                      | 嶺司、伊織誠、矢版真生 | 旅社存亡賭注戰                                       |
| 艾拉V.S.高文                                                 | 傑鋼V.S.惡魔鋼彈                                                   | 艾拉                   | 復仇女神隊主力爭奪戰                                 |
| 葛雷寇V.S.尼爾斯                                             | 托爾吉斯女武神型V.S.戰國異端頑駄無                                 | 尼爾斯                 | 美國外圍賽決賽                                       |
| 高坂千奈V.S.今井愛麗絲                                       | 熊亞凱ⅢV.S.彩妝型諾貝爾鋼彈                                        | 高坂千奈               | 限女性參賽之世界大賽開幕紀念賽第一場                 |
| 高坂千奈V.S.矢島凱洛琳                                       | 熊亞凱ⅢV.S.SD騎士鋼彈                                              | 高坂千奈               | 限女性參賽之世界大賽開幕紀念賽準決賽                 |
| 艾拉·尤基艾寧V.S.卡洛斯·凱薩                                 | 花蝶丘貝雷V.S. α·亞索龍（暗紫色塗裝）                              | 艾拉·尤基艾寧          | 芬蘭外圍賽決賽                                       |
| 萊納·裘瑪V.S.未知挑戰者V.S.未知挑戰者V.S.未知挑戰者          | 格魯古古V.S.貝爾格基羅斯V.S.席古V.S.響尾蛇鋼彈                     | 萊納·裘瑪              | 第七屆鋼彈模型對戰世界錦標賽第一環節賽事的第一回合   |
| 魯望·達拉臘V.S.未知挑戰者V.S.未知挑戰者V.S.未知挑戰者        | 亞畢戈拜因V.S.薩克ⅡV.S.未知V.S.未知                                | 魯望·達拉臘            | 第七屆鋼彈模型對戰世界錦標賽第一環節賽事的第三回合   |
| 利卡德·費里尼V.S.未知挑戰者V.S.未知挑戰者V.S.未知挑戰者      | 鳳凰飛翼鋼彈V.S.鋼伊吉V.S.未知V.S.未知                             | 利卡德·費里尼          | 第七屆鋼彈模型對戰世界錦標賽第一環節賽事的第六回合   |
| 艾拉·尤基艾寧V.S.未知挑戰者V.S.未知挑戰者V.S.未知挑戰者      | 花蝶丘貝雷V.S.鐵奧V.S.大劍配備座天使二型V.S.維薩戈破壞者           | 艾拉·尤基艾寧          | 第七屆鋼彈模型對戰世界錦標賽第一環節賽事的第七回合   |
| 嶺司、伊織誠V.S.未知挑戰者V.S.未知挑戰者V.S.未知挑戰者       | 製作攻擊鋼彈V.S.薩克F2000 V.S. 決鬥鋼彈(黑色塗裝)+V.S.蓋馬克       | 嶺司、伊織誠           | 第七屆鋼彈模型對戰世界錦標賽第一環節賽事的第十三回合 |
| 川口名人(結城達也)V.S.未知挑戰者V.S.未知挑戰者V.S.未知挑戰者 | 驚異肯普法V.S.鋼彈F91(哈里遜·馬汀塗裝)V.S.吉姆陸戰型V.S.GN-X厄運式 | 川口名人(結城達也)     | 第七屆鋼彈模型對戰世界錦標賽第一環節賽事的第?回合    |
| (多人大混戰)                                                 |                                                                    |                        | 第七屆鋼彈模型對戰世界錦標賽第二環節賽事             |

## 登場人物

### 第一季（GBF）

#### 主要人物
伊織诚（Iori·Sei）
配音：小松未可子；陳貞伃（台灣）；柚子蜜（香港）
主要操作模型：製作鋼彈 Mk-II→宇宙型製作攻擊鋼彈→銀河宇宙製作攻擊鋼彈→製作攻擊鋼彈超銀河
其他操作模型：飛翼鋼彈（第1集用）、製作攻擊鋼彈、星際製作攻擊鋼彈（緊急修復版）、星際燃燒鋼彈
- 第一季：

私立聖鳳學園中等部1年級生。「伊織模型店」店長的獨生子，從小就與高達模型為伴，他的模型的製作技術與高達相關知識就連成年人也甘拜下風。然而卻不擅長對戰的操作，總是在高達模型對戰中很快就敗陣，其實只是不忍心看到高達模型被損壞才潛意識避開對戰。
對高坂千奈有好感，兩人經常出門吃飯及修理模型。
夢想是和父親一樣，在模型對戰世界大賽中取勝，卻因技術不足而苦惱。直至嶺司出現，終找到自己值得信任的拍擋。其後一直與嶺司破關斬將，最終獲得第七次鋼彈模型對戰世界大賽冠軍。
最後因「帕拉夫斯基結晶」消失，嶺司被傳送回到異世界王國「阿利安」，臨走前跟他約定当自己變得足夠強後再與他對戰。
- GM之逆襲：

在前往參觀谷島競技場前被高達模型黑手黨的主腦偷去宇宙製作攻擊鋼彈，其後於競技場內以星際燃燒鋼彈與高達模型黑手黨等人對戰，在快將被黑手黨主腦擊敗時，嶺司突然出現並協助擊敗黑手黨主腦。在事件解決後取回宇宙製作攻擊鋼彈，並以其與嶺司的星際燃燒鋼彈對戰，實現當時的承諾。最後在畢業時將改造後的模型藏在第7次世界大會冠軍獎杯的底座內。
- 對戰紀錄：

用剛完成的銀河宇宙製作攻擊鋼彈跟名人的A-Z鋼彈對戰，打成平手。
- 第二季：

曾在第11屆世界大會裡以製作燃燒鋼彈的原型機代表日本出戰，其後把改造後的模型藏在第7次世界大會冠軍獎杯的底座之中，以象徵和嶺司間的友情。
在全國大賽舉辦時身處外國，但仍透過網路觀看。在看到世界的表現之後承認了他對製作燃燒鋼彈的操縱權，並託千奈帶話表示期待與他對戰的一天。沒有直接登場，只露出下巴。
第11屆世界大會冠軍。
- 元宇宙：

在文奈的請求下協助利央在200vs200大規模戰活動前往瑪莉亞所在地，途中遭到川口名人襲擊，斷後讓利央前往瑪莉亞所在地。在將被擊敗之際被嶺司所救，兩人合力抵抗名人攻擊。
嶺司（Reiji）
配音：國立幸；錢欣郁（台灣）；劉惠雲（香港）
主要操作模型：製作攻擊鋼彈→製作攻擊鋼彈全裝備型/製作鋼彈 Mk-II→星際製作攻擊鋼彈→星際燃燒鋼彈
其他操作模型：鋼球（第3集特訓用）、勝利鋼彈（第5集特訓用）、起始鋼彈（第16集制作用）
- 第一季：

伊織政在街上遇到的神秘少年。蠻橫、任性、脾氣暴躁，幾乎沒有一般人應有的常識。在誠為其解決一起誤會後，給了他一顆寶石「阿利斯達之星」，並揚言只要誠向寶石祈禱，自己就會現身替他解決問題。
實際上是異世界王國「阿利安」的第一王子，本名阿利亞·馮·嶺司·阿舒拿（Ariane·Von·Reiji·Asuna），但是沒有人相信他（除了同為岀身於阿利安的真下會長）。
在誠的祈禱下參加了和佐崎之間的模型對戰，即使是初次接觸，卻展現了其卓越的操縱技術，其技術更和诚的父親非常相似。
與艾娜（艾拉·尤基艾寧對嶺司的假名）有某種程度上的好感（在感情方面很遲鈍），在晉級前四強前才知道她的真實身分。最初因她在與費寧尼的對戰中把對手機體破壞而非常憤怒而作出打敗她的言語（實際上這只是澪司用來打敗艾拉的藉口），後被費寧尼開解而以平常心對戰，最後和艾拉在阿利安寶石「阿利斯達之星」的共鳴下與之對話，解放了她心中長久以來對鋼普拉對戰的想法，並與她全力一戰，最終成功以創戰鐵拳把其擊敗。
一直與诚破關斬將，最終獲得第七次鋼彈模型對戰世界大賽冠軍。
最後因「帕拉夫斯基結晶」消失，而被傳送回到異世界王國「阿利安」，臨走前跟誠約定当他變得足夠強後再回來與他對戰。
- GM之逆襲：

利用伊織政贈與艾拉的寶石「阿利斯達之星」回到地球，並協助誠打敗黑手黨主腦。在事件解決後以星際燃燒鋼彈與取回宇宙製作攻擊鋼彈的誠對戰，實現當時的承諾。
- 第二季：

在特別篇《島上熱戰》沒有直接登場，但判明已經與艾拉結婚，並育有一女兒。其女利用頭飾上的寶石「阿利斯達之星」(即當年政贈與艾拉的寶石)來到地球，認識了世界、文奈等人，亦意外引起新型「帕拉夫斯基結晶」失控。後來在文奈的教導下，學會了鋼彈製作和對戰。向眾人道別後，回歸阿利安王國。
- 元宇宙：

因不明原因來到元宇宙。誠在將被擊敗之際，駕駛星際燃燒鋼彈，兩人合力抵抗名人攻擊。

#### 私立聖鳳學園
高坂千奈（Kousaka·China）
配音：石川由依；陳貞伃（台灣）；羅孔柔（香港）
操作模型：熊亞凱III
- 第一季：

私立聖鳳學園中等部1年級生，班級委員兼美術社社員。老家經營「高坂」餐廳。受到熱衷於製作高達模型的伊織誠感染，逐漸對高達模型戰鬥產生興趣。充滿知性與謹慎的個性。
對伊織政有好感，兩人經常出門吃飯及修理模型。
- 第二季：

佑馬的姐姐，現時和誠在外國工作，但兩人仍很關注Team TRY FIGHTERS的表現。
結城達也（Yuuki·Tatsuya）
配音：佐藤拓也；吳東原（台灣）；劉奕希（香港）
操作模型：
第一季：驚異薩克→驚異肯普法→驚異能天使鋼彈→黑暗物質型能天使鋼彈→驚異能天使鋼彈（战损版）
第二季：驚異紅戰士高達→電光鋼彈（第12集交換用）→驚異紅戰士高達→驚異薩克（第25集宣傳用）→驚異紅戰士高達
- 第一季：

私立聖鳳學園高等部3年級生，學生會長兼任模型社社長的學園偶像。同時是「PPSE社」的工作人員，第三代川口名人。擁有優秀的高達模型製作能力以及對戰的操縱技術，在上屆高達模型對戰錦標賽的世界大賽中出賽，是一位有經驗的實力派玩家。別名「赤彗星」。
選拔賽準決賽棄賽，之後在國際賽以川口名人身份代表PPSE社出賽。
在第23話中得知，达也是結城家的養子，在一次海外留學中遇到正在世界各地展開旅程的伊織毅，其後武教導达也製作高達模型，從此令达也迷上製作高達模型。
在最終戰想與誠、嶺司一較高下，但卻被真下會長控制，被誠、嶺司打敗後回復正常。
- 第二季：

第二季時仍擔任著「名人」，並致力普及和發展鋼普拉，是鋼普拉愛好者的領軍人物。取得世界大賽三連霸之後進入殿堂，現時爲了指導後輩而遊走於全國各地。
曾前往西東京地區預選會場觀戰，並目睹世海戰鬥後出現同化現象。
對於因各種原因而失去鋼普拉樂趣的人們非常在意，時常會花費自己許多的時間來挽回他們。
權田文太（Gonda·Monta）
配音：三宅健太；高銘孝（台灣）；鄧志堅（香港）
操作模型：金色斯摩→TURN X（金色塗裝）
私立聖鳳學園高等部二年級學生，為學生會的成員。他同時也是模型社的社員，非常尊敬社長結城達也。周遭的人總是叫他「猩猩」，他本人因此感到非常厭惡。

#### 高達模型鬥士
佐佐木進（Sazaki Susumu）
配音：廣橋涼；吳東原（台灣）；林丹鳳（香港）
操作模型：吉昂→强化吉昂→火神吉昂
和伊織诚住在同一個城鎮裡的高達模型鬥士。他暗自盤算要拿到伊織政所製作的高性能高達模型，並參加高達模型對戰錦標賽，但伊織政不想把自己的模型交给他操作。
擁有一定的對戰實力，不過目前尚無法與世界級選手相比。但後來成功在第十屆的世界大賽中打進前16強
有一位妹妹，樣貌和佐佐木相似（即TRY裡的薰子）。
矢坂真生（Yasaka Mao）
配音：藤井美波；錢欣郁（台灣）；羅杏芝（香港）
操作模型：S 鋼彈（第17集回憶用）→鋼彈X魔王→骷髏鋼彈魔王
來自京都的高達模型製作家。從小就開始學習高達模型心形流造型術，因其卓越的製作能力而成為繼承人的呼聲極高。其外表與京都腔給人沉著冷靜的感覺，但心中卻擁有一股熱血的鬥志。第一次與誠較量後成為了知己。是伊织诚的好對手。
其製造鋼彈模型的能力使自己在世界比賽中過關斬將，在團體戰中經常與誠、嶺司合作，在十六強比賽中與誠、嶺司一決高下，把心形流使用得淋漓盡致，但最終由於機體超過負荷，惜敗RG系統的創戰鐵拳之下。
對旅館中認識的房東太太女兒美崎有好感，現在已經和美崎進行過約會，但因在約會時心急打算接吻而被美崎打了一掌，及後每次也去诚和嶺司的房間訢苦痛哭。
平常總是瞇著眼睛，但認真時會把眼睛張開。
喜歡的動畫角色是機動戰士Z高達中的愛瑪·辛中尉。
列卡度·費里尼（Ricardo Fellini）
配音：中村悠一；馬伯強（台灣）；陳廷軒（香港）
操作模型：飛翼鋼彈→鳳凰飛翼鋼彈→新生鳳凰鋼彈
高達模型對戰錦標賽世界大賽的常客，24歲。代表意大利的實力派選手。別名「意大利的俠客」。在世界各地旅行的他，旅途中順道造訪了日本，也因此和嶺司有如命運般地相遇。
因經常出戰世界高達模型比賽，在比賽中都有出現的表現。在世界比賽預賽中雖然知道自己一定進入最後十六強，但仍堅持信念而不會放水，全力與誠，嶺司對戰，最終平手收場，而誠，嶺司也能進級十六強。在8強中雖然已經盡力，但仍不敵艾拉的強大實力，遺憾在8強中止步。
最喜歡使用高達模型和女性搭訕，自誇其成功率有80%，因此常搶走別人的女友，導致被數名高達模型鬥士視為仇敵圍堵追殺。與琪拉拉的關係暧昧不清。
琪拉拉（Kirara）
配音：悠木碧；錢欣郁（台灣）；陳皓宜（香港）
操作模型：（粉紅色塗裝）
- 第一季：

真名為美星(ミホシ)。被包装为“既會唱歌跳舞、又會製作高達模型，就連對戰也難不倒她的秋葉原系高達模型偶像”，但本人对敢达模型没有太大兴趣，只是借此出道，想靠著亮麗的比賽表現來獲取大家的認同。为了在地区预选赛中获胜，多次在賽前偷偷破坏对手的模型（包括製作攻擊鋼彈）。
因为坚持不懈的努力，后被选为世界大賽的主持人，对敢达模型的态度有了很大的转变。被费里尼搭讪后，一直与他保持着暧昧的关系。在世界大賽後輾轉成為國際明星
- 第二季：

現時為荷里活女星。
加藤（Kato）
配音：成田劍；招世亮（香港）
操作模型：GUNDAM Double X（金色塗裝）+12部 GX Bit（黃綠色塗裝）
伊织诚的高達模型地區大會決勝戦最後一戰的對手，綽號為「軍團的魔術師」，堅信「量大於質」的觀念，但最後在嶺司的技巧下慘敗收場。
艾倫·亞當斯（Alan Adams）
配音：木村昴；李鎮然（香港）
- 第一季：

獨佔帕拉夫斯基粒子發生系統的「PPSE社」·高達模型工作部門的年輕工程師。作為模型製作家，在世界中也具備頂級實力。
和结城达也是舊友，非常賞識其實力。名人的助手。
- 第二季：

擔任前身爲鋼普拉塾的私立鋼彈模型學園教師兼鋼普拉對戰隊的教練。
艾拉·尤基艾寧（Aila Jyrkiäinen）
配音：早見沙織；錢欣郁（台灣）；魏惠娥（香港）
主要操作模型：蝶影丘貝雷→沙薩比女士
其它操作模型：量產型丘貝雷（第21集回憶用）、傑鋼、SD司令GUNDAM（第16集制作用）
- 第一季：

芬蘭的女選手，高達模型小隊「復仇女神（Nemesis）」的首席鬥士。來自於Flana機關，被稱為人類中最強的鬥士。
沒有製作高達模型的經驗，也沒有高達相關知識，然而卻持有能夠彌補這些欠缺的特殊能力。擁有能夠感知帕拉夫斯基粒子流向的能力。
高達模型對戰世界大賽中遇到嶺司，兩人都對食物異常執著而且食量也相當驚人。
自小成為孤兒，被人賞識高達對戰的能力，為了生活不斷訓練高達模型的對戰技術。地區預賽打敗上年高達比賽第一名，令觀眾吃驚。在其後世界比賽中更是無人能敵，獲得全勝。在遇到嶺司後一直不想對上嶺司，因認為自己必勝無疑。在四強終於對上嶺司，一直佔有上風，但不忍對嶺司下手，最後講出自己想法和過法，被嶺司開解後全力一戰，本以為憑自己的技術能力可以必勝，但始終被嶺司打敗，明白自己不是特別的存在。
對岭司有某種程度上的好感，在和岭司比賽後，因離開復仇女神，也因岭司的約定而開始入住伊織家。
在大型寶石「阿利斯達」消失後，利用跟嶺司給伊織誠的寶石「阿利斯達之星」隨岭司到異世界王國「阿利安」。
- 第二季：

在特別篇《島上熱戰》的結尾中登場，已與嶺司結婚並成為王妃，且為其誕下女兒（聲：佐倉綾音）。
尼爾斯·尼爾森（Nils Nielsen）
配音：立花慎之介；馬伯強（第一季）、蔣鐵城（第二季）（台灣）；李震權（香港）
操作模型：百式→戰國異端頑駄無
- 第一季：

來自美國的選手，別名「少年英才（Early Genius）」的天才少年。年僅13歲，卻已擁有粒子物理學（Particle Physics）、欧几里得空间物理學（Euclidean Space Physics）及高能物理學（High Energy Physics）的博士學位。
父親是有世界級的名偵探，而母親就是武術界的名人。
文武雙全，對日本武道亦頗有心得，此外空手道及柔道都已經是黑帶了。首次參加高達模型對戰大賽即擊敗原代表格雷科，取得地區代表資格。
對於帕拉夫斯基粒子的原理及「PPSE社」的動機產生懷疑，為取得情報而參加高達模型對戰世界大賽。
在高達對戰也是擁有很高的天份，比賽中藉著自己的技巧頭腦不斷取勝，豪無敗積。直到在8強對上誠，嶺司時，比賽前以自己棄權作代價，請求二人講出粒子的情報，但談判破裂，使雙方反目。比賽時，本以為自己以強大實力完勝，但他們的新招創戰鐵拳使對戰十分激烈，難分難解，最後誠，零司避開自己的招式，被二人的創戰鐵拳打敗。其後也成了朋友。
被凱洛琳強逼成為自己男友，其後更變為未婚妻。
在動畫第23話中，和凱洛琳一起發現在世界大賽正下方的巨大帕拉夫斯基粒子結晶，但隨即被貝嘉發現，並被圍捕。
與凱洛琳再次成功研製出消失的帕拉夫斯基粒子。
- 第二季：

因入贅矢島家而改姓矢島。妻子為矢島凱洛琳。現時於矢島工程擔任技術主任，負責高達模型對戰系統的開發。
在特別篇《島上熱戰》中成功研發改良版的帕拉夫斯基粒子，並邀請Team TRY FIGHTERS等人成為高達測試員。在測試期間粒子暴走，最後在Team TRY FIGHTERS等人等人的努力下獲救。
葛雷寇·羅根（Greco Logan）
配音：黑田崇矢；吳東原（台灣）；劉昭文（香港）
操作模型：托爾吉斯·女武神
來自美國的選手，別名「暴走公牛」的實力選手，擁有20年的鋼普拉經驗，過去曾經2度代表美國參加世界大賽，最高排名16位，是費里尼的好對手。但初賽被尼爾斯·尼爾森打敗，飲恨出局。
加雲（Gawain）
配音：須嵜成幸；陳成港（香港）
操作模型：惡魔鋼彈
高達模型小隊「復仇女神（Nemesis）」的鬥士之一，原為隊中一流的成員，在艾拉出現後地位迅速下跌。
於GM的逆襲中再次出現，加入了鋼彈模型黑手黨並參與其陰謀，最後被費里尼秒殺後遭到逮捕。
卡洛斯·凱薩（Carlos Kaiser）
操作模型：α·亞索龍（暗紫色塗裝）
第六屆高達模型對戰世界大賽的冠軍，外號「凱撒之王」。原欲在今次大會再度奪冠，卻在芬蘭的預選賽中慘敗給艾拉。
盧宏·達拉拿（Luang Dallara）
配音：江口拓也；周倚天（香港）
操作模型：
泰國的代表選手，是位外冷內熱充滿激情的男人。曾是泰國職業棒球選手。是高達模型世界比賽中的常客，在世界初賽中與誠，嶺司以棒球模式對戰，被誠，嶺司打敗，因此賞識其二人實力。在十六強中本被人認為能夠獲勝，但不幸被利拿杜兄弟打敗。令觀眾大跌眼鏡。
利拿杜兄弟（Renato Brothers）
配音：上田祐司；鍾見麟（香港）
主要操作模型：吉姆狙擊型K9
其他操作模型：吉姆加農、高性能葛克、巴庫坦克
作為阿根廷代表出席世界大會的雙胞胎兄弟。兩人認同第二代「名人」的作戰理念，認為鋼彈對戰即是戰爭。在鋼彈對戰世界比賽中一直表現不俗，十六強中打敗達拉拿，更想八強中在觀眾面前打敗名人。與第三代「名人」對戰時曾一度將其逼至絕境，可惜最終被名人打敗。
馬尼奧・利拿杜（Mario Renato）
利拿杜兄弟的哥哥，負責製作模型以及制定戰術計畫。
祖尼奧・利拿杜（Julio Renato）
利拿杜兄弟的弟弟，負責操縱模型。
萊納·裘瑪（Rainer Cziommer）
配音：神奈延年；梁偉德（香港）
操作模型：格魯古古→卡烏攻擊母艦→沃多姆→洛特→薩克雷洛
德國的代表選手。因爲之前女友被費寧尼搶走，所以一直敵視費里尼，總是等待複仇的機會，但失敗收場。
祖利安·麥肯齊（Julian Ayers Mackenzie）
配音：本鄉奏多；周良鴻（香港）
操作模型：鋼彈F91幻象
结城達也的前辈，曾是第三代名人的最佳候補，之前與結城對戰戰積為7戰7勝。但因为不認同第二代名人的理念，於三年前放弃了鋼彈模型對戰。臨時代替装病的祖父参加四強决赛，令結城有所擔憂。對戰時結城艱難地把自己打敗，也在對戰後明白結城的決心，從而理解新一代「名人」的任務。

#### 伊織模型店
伊織凜子（Iori·Rinko）
配音：三石琴乃；錢欣郁（台灣）；梁少霞（香港）
伊织诚的母親，身材姣好，伊織模型店（實質上）的店長，然而對塑膠模型並不熟悉，尤其是對於高達模型總是要依賴身為兒子的誠。擅長料理，拿手活是炒蔬菜。
對於兒子誠與千奈的關係非常在意，時常鼓勵千奈。
伊織毅（Iori·Takeshi）
配音：川島得愛；麥皓豐（香港）
操作模型：RX-78-2 鋼彈（回憶）→PF-78-1 全備型鋼彈
伊织诚的父親，曾在第二屆高達模型對戰錦標賽世界大賽中獲得亞軍，是位有名的選手。為了使高達模型更加普及，將老家伊織模型店交託給妻子與兒子之後，在世界各地展開旅程。平常雖然個性溫和待人和善，但是跟模型有關的事就會變得很激動。曾強迫嶺司跟艾拉學習製作鋼普拉，還送給兩人專用的工具。

#### 其他人物
拉爾先生（Mr. Ral）
配音：廣瀨正志→寶龜克壽（TRY第5話起）；高銘孝（台灣）；朱子聰（香港）
操作模型：古夫（80年代旧版）→古夫R35（拉尔先生35歲）
- 第一季：

伊織模型店的常客，非常喜歡機動戰士，特別是古夫老虎。本名、家族、職業不明，自称35岁（原型青之巨星戰死时的年龄），經常被周遭的人稱為上尉。極其喜歡誠的母親凜子。
其樣貌和機動戰士高達中出現的吉翁軍人蘭巴·拉爾極為相似，甚至聲優也相同。
在動畫最終話，與珍庵一起出戰，展現了超強的實力，與珍庵師父的組合招式是對機動武鬥傳G鋼彈中的「超級霸王電影彈」致敬。
- 第二季：

成為聖鳳學院高達模型對戰部教練。對以全日本高達模型對戰大賽、中學生部優勝爲目標的神木世海等人進行指導。愛機還是老虎R35。
珍庵師父（Chin'an Shishō）
配音：稻葉實；黃子敬（香港）
操作模型：九龍鋼彈（回憶）→宗師高達
高達模型心形流造型術的創始人，武术高手，八坂真生的師父，在世界頗有知名度。
喜欢的动画角色是機動戰士GUNDAM SEED中的玛琉·拉米亚斯舰长。
在動畫最終話，與拉爾先生一起出戰，披露了恐怖的實力，其組合招式是對機動武鬥傳G鋼彈中的「超級霸王電影彈」致敬。
奈恩·巴特（Nine Barthes）
配音：遠藤大智；馬伯強（台灣）；關令翹（香港）
來自Flana機關，艾拉·尤基艾寧的經紀人，兼任支援和主治醫師。沒有直接參加鋼彈模型戰鬥。被艾拉稱之為「医生」。
因艾拉的離開而投靠真下會長並協助他控制結城達也。
美崎（Misaki）
配音：白石涼子；陳貞伃（台灣）；凌晞（香港）
伊织诚和嶺司在旅館中認識的房東太太女兒。是個開朗有活力的少女，但是看起來有一點煩惱。
辰造（Tatsuzo）
配音：稻田徹；馬伯強（台灣）；陳欣（香港）
操作模型：阿普薩拉斯III
前高達模型鬥士，別名為「灼熱之辰」，在三年前的世界大賽結束後即消聲匿跡，現時成為了暴力团的小头目。不過在敗給了伊織誠等人之後似乎改過自新，在25話中可以看到他在溫泉旅店中幫忙的身影。
「復仇女神」會長（Team Nemesis Chairman）
配音：家弓家正；吳東原（台灣）；林國雄（香港）
高達模型隊伍「復仇女神」的會長及擁有者，本名不明。
有著「可燃冰的發掘王」之異名的他為了制霸模型對戰錦標賽，投入了大量資金。實際上是為了把模型對戰錦標賽的冠軍獎杯送給孫子魯卡斯。
矢島凱洛琳（Yajima・Caroline）
配音：齋藤千和；錢欣郁（台灣）；張頌欣（香港）
操作模型：SD騎士GUNDAM→SD全裝甲騎士GUNDAM
矢島商社社長的女兒，美術展覽會的常客，視高坂千奈爲對手，個性任性霸道。
強逼尼爾斯成為自己男友，其後更變為未婚妻。
在動畫結尾時成功與尼爾斯再次研製出消失的帕拉夫斯基粒子。
錫巴斯查恩（Sebastian）
配音：河田吉正；林筠翔（香港）
矢島家的執事，也是凱洛琳的個人執事。
在動畫第24話時從凱洛琳口中得知名字是錫巴斯查恩，但在動畫結尾時的角色列表中只有「凱洛琳的執事，キャロラインの執事」的名稱。
名字和黑執事的錫巴斯查恩一樣，應是戲仿（NETA）。
真下會長（Chairman Mashita）
配音：坂口哲夫；張炳強（香港）
生产敢达模型和帕拉夫斯基粒子的PPSE社的主席兼首席执行官；實際是異世界王國「阿利安」的窮小偷。
因意外觸碰到阿利安的「帕拉夫斯基結晶石」，而且意外成功逃亡至現在的世界，利用「帕拉夫斯基結晶石」開發對戰系統和成立PPSE社，而成為大富翁。
因為知道岭司是「阿利安」王子的身份（但岭司不知道真下會長是「阿利安」的人），和自己疑神疑鬼，總是要阻止岭司在高達模型對戰世界大賽中取勝，最後失敗收場。
最後因「帕拉夫斯基結晶石」消失，被傳送回到異世界王國「阿利安」。結束片尾有會長跟貝嘉在阿利安賣模型的畫面。
貝嘉（Baker）
配音：相川奈都姬；朱妙蘭（香港）
屬于PPSE真下會長的秘書。容姿端麗、頭腦明晰，更多地參與管理的才女。
在大型寶石「阿利斯達」消失時，跟隨真下會長到異世界王國「阿利安」。結束片尾有她跟會長在阿利安賣模型的畫面。
C
配音：遠藤大智；張錦江（香港）
操作模型：→
高達模型黑手黨的成員。只要有人肯出錢，無論是合法的還是非法的，都能非常好的處理高達模型，成功率達97.4％。
真下幹夫
配音：坂口哲夫
OVA《GM的反擊》出場。高達模型黑手黨的首領，真下會長的弟弟。與哥哥和嶺司是異世界王國「阿利安」的人。戰敗逃亡時被伊織毅逮捕。

### 第二季

#### 主要人物
神木世界（Kamiki·Sekai）
配音：冨樫和美；錢欣郁（台灣）；胡家豪（香港）
主要操作模型：製作燃燒鋼彈→TRY燃燒鋼彈
其它操作模型：德姆→製作燃燒鋼彈（前者為第1集用，實質為製作燃燒鋼彈的外部偽裝）、武者號斗丸（第4集制作用）、TRY燃燒鋼彈(戰損型)、神木燃燒鋼彈（最終話出現，為本人的原創自製機體）
轉校入讀聖鳳學園中等部2年級B班的少年，神木未來的弟弟，次元霸王流拳法的高手，酷似嶺司，人設個性與多蒙·卡修相似，熱血、頭腦簡單。
因與星野文奈相識而得知鋼普拉對戰的存在，並在星野文奈的強迫下體會到箇中樂趣以及奧妙。
武術造詣深不可測，在劇情中不斷進化，動畫第一集使用出機動武鬥傳G GUNDAM的「明鏡止水」以及機動戰士鋼彈SEED的「單人式噴射氣流」，最終話時將自己的獨創招式命名為「鳳凰霸王拳」。
在動畫第一集和星野文奈進行模擬賽的時候，意外發現獎杯下藏著一臺大魔，並且選擇此機體使用，其實是伊織誠的作品「製作燃燒鋼彈」。
在對戰中能與高達模型發生同化現象，雖然能發揮出鋼彈模型的三倍力量以上，但機體的損傷也會轉化成痛覺反饋于操縱者身上，並且因爲在模型戰鬥中投入極強的信念，對戰完後經常會昏倒，後期故事的敵人更是瞄準這點對他進行致命性攻擊，雖然肉體實質上不會受傷，但會使損傷部位的神經系統造成極大的傷害，嚴重可能致死，因此曾被拉爾阻止過，該能力是一把典型的雙刃劍。
師傅爲容貌與機動武鬥傳G GUNDAM主角多蒙·卡修相似的男人，且也在圭亞那高原修行中，井濑純也為他的同門師兄，之後與純也在圭亞那高原中展開命運般的生死對決，最後覺醒了機動武鬥傳G GUNDAM中的「真明鏡止水」及「爆熱神威掌」打倒純也並將其感化。
特別受女性歡迎，但本人情感觀上很遲鈍，完全沒有發覺別人對自己的好感，百分之百會對女生的話中含意理解錯誤，最後面對文奈、薰子、西亞三人的追求，依舊沒察覺她們的心意。
其駕駛機體「製作燃燒鋼彈」是以機動武鬥傳G GUNDAM中的「神威GUNDAM」為設定原型，最後在與鋼彈模型學園對戰中勝出奪得全國冠軍。
高坂祐馬（Kousaka·Yuuma）
配音：内田雄馬、廣橋涼（年幼時）；蔣鐵城（台灣）；曹啟謙、吳羨婷（年幼時）（香港）
主要操作模型：電光鋼彈→電光鋼彈全方位推進型→'電光鋼彈飛躍型（島上熱戰）
其它操作模型：空中霸王鋼彈（藍色塗裝）（第2集回憶用）、驚異紅戰士高達（第12集交換用）、電光Z鋼彈
製作模型：小熊霸
聖鳳學園中等部2年級B班，高坂千奈的弟弟。在模型製作大會的鋼普拉藝術大賽獲得大獎的年輕天才製作人，與關西阪井湊齊名，製作能力與政(伊織政)雙凑並倫。專用及自製鋼普拉，色系均以藍色為主，擅長長距離射擊。
和文奈是青梅竹馬，兩人曾經相約參加鋼普拉模型大賽，但由於兩年前慘敗於阿藤佐賀手下，對鋼普拉對戰信心全失而未有履行承諾，後在世海和文奈的幫助之下重新參與高達模型對戰，與神木世界和星野文奈組建對戰團隊Try Fighters。
在學校中非常受女性歡迎。
時常和神木世海吵架，其實很關心他。
對世界的姐姐神木未來一見鍾情。
最後在與鋼彈模型學園對戰中勝出奪得全國冠軍。
星野文奈（Hoshino·Fumina）
配音：牧野由依；陳貞伃（台灣）；黃淑芬（香港）
操作模型：強化吉姆卡迪甘→致勝鋼彈→星際致勝鋼彈
聖鳳學園中等部3年級。佑馬的青梅竹馬。深愛著高達和鋼普拉的少女，專用及自製鋼普拉，色系均以黃色為主，機體編號均採用文奈名字的諧音「237」。作為鋼普拉對戰部的部長，為了參加錦標賽中等部組別而四處尋找會員。
對世界有好感，最後喜歡上世界，看到世界與其他女孩子親密會吃醋。
最後在與鋼彈模型學園對戰中勝出奪得全國冠軍。

#### Team TRY FIGHTERS的家人、協作者
神木未來（Kamiki·Mirai）
配音：遠藤綾；錢欣郁（台灣）；曾秀清（香港）
操作模型：熊亞凱F（家族）
聖鳳學園高中部2年級，神木世界的姐姐。天生麗質，甚至能擔任時尚雜誌的讀者模特兒。溫暖地守護著開始了鋼普拉對戰的弟弟。
在第10集中的鋼普拉拉力賽中，展現次元霸王流-蒼天紅蓮拳將SGOCK團長的鋼普拉從下體貫穿(導致賽場所有男性感到非常蛋疼)，與世界一樣，小時候曾與世界的師傅習得次元霸王流拳法。
在全國大賽中擔任形象主持人。
高坂千奈（Kousaka·China）
佑馬的姐姐。詳細請參見「高坂千奈」。
拉爾先生（Mr. Ral）
於本季為聖鳳學院高達模型對戰部教練。詳細請參見「拉爾先生」。
星野麻里香（Hoshino·Marika）
配音：生天目仁美；沈小蘭（香港）
星野文奈的母親。當世界到訪文奈家時，認為是文奈的男朋友，在一邊注視著動向。

#### 聖鳳學院高達模型部
宮賀大樹（Miyaga·Daiki）
配音：遊佐浩二；吳東原（台灣）；陳耀楠（香港）
操作模型：AEU指揮官型制定式（翠綠色塗裝）→AEU指揮官型制定式亞格利莎（翠綠色塗裝）
聖鳳學園高中部3年級。鋼普拉模型部的部長。爲人十分高傲，一直對鋼普拉對戰十分不屑。為此試圖將星野文奈拉進鋼普拉模型部。被周围的人称为“螳螂男”。
在世海未加入對戰部前，曾多次從文奈手裏挖走一堆新學員，並意欲摧毀對戰部。
在對戰中連續兩次輸給世海。
前期疑似喜歡星野文奈，後來因爲和模型部副部長繪里開始交往心情不錯，所以在佑馬轉加入對戰部時很痛快的批准了，並沒有阻攔。
篠田繪里（Shinoda·Eri）
配音：茅野愛衣；陳貞伃（台灣）；廖杏茵（香港）
操作模型：民用型高薩克
聖鳳學園高中部2年級。鋼普拉模型部的副部長。一直帶著厚重的眼鏡，一旦取下眼鏡，解開發辮便是一個美女。
十分愛慕宮賀大樹，在宮賀大樹輸了比賽後對其安慰。
首次出場用的是民用型高性能薩克，可惜被文奈一擊擊落，成爲了炮灰，文奈懷疑她是故意被擊中的。

#### 西東京地區選手

##### 聖奧迪沙學園隊「北宋之壺」
佐崎薰子（Sazaki·Kaoruko）
配音：廣橋涼；錢欣郁（台灣）；葉曉欣（香港）
操作模型：R·強強、強人斯洛特（島上熱戰）
聖奧迪沙女子學園中等部2年級，前作佐崎進的妹妹。繼承了哥哥的盾魂。因從小學開始就一直使用吉昂型機動戰士，所以外號叫“吉昂妹(Gyanko)”。
聖奧迪沙女子學園的學生，同時是該學院的對戰部部長及「北宋之壺」的隊長。十分崇拜自己的哥哥。
在與神木世界等人進行對戰時被其救助後了解到其強大的實力，最後自動棄權認輸。隨後對世界抱有好感，並對其展開激烈追求。
時雨真晝（Shigure·Mahiru）
配音：夏目凜子；陳貞伃（台灣）；李潤知（香港）
操作模型：諾貝爾鋼彈（紫色塗裝）
聖奧迪沙女子學園的學生，「北宋之壺」隊成員。從幼兒園的時候就在女子學校長大，也許是因爲這個原因，對男孩子有過分期待（妄想？）。
佐野啟子（Sano·Keiko）
配音：内藤有海；錢欣郁（台灣）；黃瑩瑩（香港）
操作模型：旭日鋼彈（紫色塗裝）
聖奧迪沙女子學園的學生，「北宋之壺」隊成員。以互聯網作爲壹種業余愛好，從而導致大量的使用網路流行語。

##### 都立成練高専科学部隊「SRSC」
石橋大吾（Ishibashi·Daigo）
配音：内山昂輝；蔣鐵城（台灣）；周倚天（香港）
操作模型：高達Ez-SR侵入者
成練高專科學部部長，被人稱爲商船學科的希望之星，在外洋船舶實習中學到了豐富的經驗並鍛煉出強健的身體，以在全國大賽中出場爲目標。
西川翔太（Nishikawa·Shota）
配音：鈴木晴久；高銘孝（台灣）
操作模型：高達Ez-SR殲滅者
成練高專科學部成員，精通機械與電子工學，擔任剛普拉的改造與武器的開發。
岡本幸雄（Okamoto·Yukio）
配音：木村昴；吳東原（台灣）；李安邦（香港）
操作模型：高達Ez-SR幻影幽靈
成練高專科學部成員，擅長運用情報工學科學到的知識來收集對戰對手的情報。

##### 宮里學院隊「G-Master」
須藤俊介（Sudou·Shunsuke）
配音：大原崇；蔣鐵城（台灣）；鍾見麟（香港）
操作模型：居拉·祖鲁→百萬式
去年西東京預選賽冠軍宮里學院「G-Master」隊的隊長，熱愛高達作品與鋼普拉，其言行有高達作品中的軍人風，與凑是熟人。
由于以前參加全國高達模型對戰機體損傷厲害，對自己制作的高達模型沒有信心，放棄用自己的作品參加高達模型，拜托湊幫他制作高達模型。
坂下夜未（Sakashita·Yomi）
配音：野水伊織；錢欣郁（台灣）；張頌欣（香港）
操作模型：紫水晶V高達
宮里學院「G-Master」隊的唯一的女性，手上永遠都有吃不完的食物，身為鬥士的實力也非常高。平常個性很衝，但是鮮少時會害羞，比起帥哥更重於男子漢，因此對曾經斥責她的須賀抱有好感。
靖惠田（Yasu·Meguta）
配音：安濟知佳；陳貞伃（台灣）；蔡惠萍（香港）
操作模型：新吉翁克（0079吉翁克塗裝）
宮里學院「G-Master」隊最年少成員，非常了解鋼普拉，扭蛋戰士（目前）全集齊了的強者。
須賀明（Suga·Akira）
配音：真殿光昭；吳東原（台灣）；關令翹（香港）
操作模型：G轟炸機→斑豹達文西高達
由去年冠軍隊伍的私立高達模型學園突然轉學過來的對戰者，樣子成熟，性格十分開朗。有駕駛執照及自己的汽車，但是駕駛技術十分地不濟。
在原本學校名爲「神速史雷格」，曾代替阿藤佐賀參加全國大賽，對夜未有好感。
是一名戰鬥家，擁有可怕的實力，曾一眼看穿世海所學武術是「次元霸王流」。
擁有可怕的實力，由于認識同修次元霸王流的井濑純也，所以在一定程度上克制使用次元霸王流拳法的世海。

##### 區立常冬中学隊「FAITH」
飯綱西門（Izuna·Shimon）
配音：西田雅一；吳東原（台灣）；黃積權（香港）
操作模型：命運高達→命運衝擊高達
常冬中学模型部的王牌。身爲初中生拳擊冠軍的他，為了患病的弟弟而放棄了做拳擊手，開始了鋼普拉對戰。
擁有強悍的實力，不以鋼普拉性能取勝，全憑自己的操控技術彌補素組模型的不足之處，地區賽時與神木世海打得不相上下。
谷岡浩二（Tanioka·Kouji）
配音：村上裕哉；蔣鐵城（台灣）；巫哲棋（香港）
操作模型：村雨
西門的隊友。為了幫助西門，決意參加鋼普拉對戰，曾求世海他們輸給自己隊伍，成全西門。
增田悟郎（Matsuda·Gorou）
配音：須嵜成幸；高銘孝（台灣）；陳灝瑋（香港）
操作模型：偉達
西門的隊友。為了幫助西門，決意參加鋼普拉對戰，曾求世海他們輸給自己隊伍，成全西門。
飯綱守（Izuna·Mamoru）
配音：小堀幸；陳貞伃（台灣）；廖杏茵（香港）
製作模型：命運衝擊高達
西門的弟弟。重病住院，在病房中組裝鋼普拉是唯一樂趣。雖然只會素組模型，西門所使用的鋼普拉(以機動戰士GUNDAM SEED系列為主)全是採用他的作品。

#### 全國大賽選手

##### 私立高達模型學園隊「天人領域」
木島·威弗里德（Kijima·Wilfrid）
配音：鈴村健一；蔣鐵城（台灣）；梁偉德（香港）
操作模型：瞬息鋼彈
全日本鋼普拉對戰中學部連續六年稱霸冠軍的鋼彈模型學園的王牌戰士，擁有卓越的制作能力與操縱技術，直到敗給神木世界之前，在官方紀錄上沒有任何敗績。
身為一位對戰愛好者，一直想遇到值得一戰的對手，非常討厭在戰鬥中刻意放水。
最後在與聖鳳學園的對戰中落敗得到全國亞軍。
阿藤佐賀（Adou·Saga）
配音：細谷佳正；吳東原（台灣）；鄧志堅（香港）
操作模型：Cruel Gundam→終結鋼彈
私立鋼彈模型學園的正式成員，同樣是一名對戰狂熱分子。
由于經常把對手打到體無完膚而有了「終結阿藤」的稱號，據說遭其破壞的鋼彈模型超過一千台，其中包括了佑馬兩年前使用的空中霸王鋼彈。
擁有高超的實力，在尼爾森實驗室中與世海等人見面，一舉擊敗了所有人。
最後與佑馬在決賽中單挑，雙方機體同歸於盡。
在與聖鳳學園的對戰中落敗得到全國亞軍。
木島·詩雅（Kijima·Shia）
配音：藤田咲；陳貞伃（台灣）；何寶珊（香港）
操作模型：凶兆鋼彈→西亞量子型00高達（島上熱戰）
私立鋼彈模型學園隊長木島威弗里德的妹妹，其超凡的鋼普拉制作能力也令艾倫十分敬佩，從英國留學歸來入隊。
曾指導世界修復鋼彈模型，喜歡超凡的鋼彈模型作品。
作爲對戰者的實力也極爲強大，在全國大賽上以壓倒性的實力擊敗了狩真啓的大型MA-維根基亞K。
其在戰場上的表現猶如優美的舞者，被川口小姐評價爲“她是舞台上的主角”
喜歡世界，想要幫他制作鋼彈模型，以此幫助他變強。
最後在與聖鳳學園的對戰中落敗得到全國亞軍。
最終話時陪伴世界到圭亞那高原修行，並協助他完成「神木燃燒鋼彈」，之後與文奈、薰子對世界展開激烈追求。
艾倫·亞當斯（Alan Adams）
私立鋼彈模型學園教師兼鋼普拉對戰隊的教練。詳細請參見第一季「艾倫·亞當斯」。

##### 我梅學院隊「White Wolf」
松永健勝（Matsunaga·Kenshou）
配音：小上裕通；吳東原（台灣）；陳耀楠（香港）
操作模型：渣古瑪納加姆
獲得連續四年打入全國大賽戰國的強隊、鹿兒島縣代表、我梅學園「White Wolf」的隊長。
古橋實（Koshiba·Minoru）
配音：高橋研二；巫哲棋（香港）
操作模型：渣古亞爾伏第
「White Wolf」成員，因爲連續四年在全國大會出場所以言行顯得很傲慢，但作爲戰士的實力的貨真價實的。
渦木芳樹（Uzuki·Yoshiki）
配音：三好晃祐；蔣鐵城（台灣）；陳灝瑋（香港）
操作模型：渣古克位肯
「White Wolf」成員，精通團隊陣型攻擊與聯協攻擊，爲打倒高達模型學園而燃起鬥志。

##### 本牧學園隊「Great K」
狩真啟（Karima·Kei）
配音：杉田智和；黃啟昌（香港）
操作模型：智天使鋼彈→維根基亞K（土黃色塗裝）→拉弗雷西亞
神奈川縣代表、本牧學園「Great K」隊隊長，全國大賽的常客，制作大型MA，喜歡用其壓倒性的火力消滅敵人。
存在感極低，幾乎沒有多少人能記住他。
在與私立高達模型學院對戰時，被西亞的新機體壓制，從而落敗。

##### 統立學園隊「SD-R」
志木徹（Shiki·Toshiya）
配音：村瀨步；陳貞伃（台灣）；謝潔貞（香港）
操作模型：SDG-R1 重擊霸高達
新潟代表統立學園「SD-R」隊隊長，三兄弟中的長子，中擁有最強的制作能力。
曾申請就讀私立高達模型學園不果，一直對其懷恨在心，後決定兄弟三人打敗私立高達模型學院奪冠軍，以泄心頭之怨。
志木信（Shiki·Nobuya）
配音：鈴木晴久；錢欣郁（台灣）；謝潔貞（香港）
操作模型：SDG-R2 龍拉格高達
統立學園「SD-R」隊成員，三兄弟中的老二，性格熱血，隊中的氣氛制造者。
了解當初兄長憤怒，對兄長表示支持。
志木和（Shiki·Kazuya）
配音：高坂知也；蔣鐵城（台灣）；謝潔貞（香港）
操作模型：SDG-R3 基拿加農高達
統立學園「SD-R」隊成員，三兄弟中的老三，性格冷靜，擅長情報分析。
了解當初兄長憤怒，對兄長表示支持。

##### 天大寺學園隊「Build Busters」
阪井湊（Sakai·Minato）
配音：興津和幸；李致林（香港）
操作模型：荒鬼頑駄無（第4集臨時製作用）→高達Tryon3（陸地Tryon）→超級文奈→ZZⅡ（島上熱戰）
製作模型：坤曼莎、百萬式
大阪出身的中學生。大阪首屈一指的初中生制作家，高達模型心形流弟子，與佑馬被人稱為「東西雙雄」（制作鋼普拉方面），視佑馬爲對手，愛喝冰咖啡。
在動畫第四集使用在G muse隨機組裝的荒鬼頑駄無展現了自己的組裝能力和對戰能力的強大，並且使神木世海嚐到第一次戰敗，並且間接指導神木世海關於對戰的訣竅。
看不起東京人，時常把罵人的話戴在嘴邊，但是非常喜歡鋼普拉，並且能非常活用鋼普拉的特性和另類改裝。
由于文奈的致勝高達展現出的實力，對文奈十分感興趣，覺得文奈是個好女孩並喜歡上她。
原本不打算參加全國大賽，但為了和友馬分勝負而加入天大寺學園隊伍，並協助隊伍爭取到全國大會入場券。
伊坂秀夫(イサカ・ヒデオ，Isaka·Hideo)
配音：
操作模型：高達Tryon3（天空Tryon）
天大寺學園隊「Build Busters」的隊長，憑借小隊實力獲得了進入全國大賽門票。
被阪井凑的決心所感動，使其加入Build Busters參加全國大賽。
佐藤晴人（Satou·Haruto）
配音：大隈健太；吳東原（台灣）；鄧港文（香港）
操作模型：高達Tryon3（海洋Tryon）
天大寺院學園隊Build Busters的成員。急躁諷刺，但與隊友的感情十分深厚。
圭也寺（Kodera·Masaki）
配音：天崎滉平；錢欣郁（台灣）；張裕東（香港）
原是天大寺院學園隊「Build Busters」的第三人，後被阪井凑所感動，同時覺得有阪井凑加入能使隊伍更加強大，便將位置讓與其，自己作爲支持者。

##### 古拉拿達學園隊「方布蘭」
卢卡斯・涅墨西斯（Lucas Nemesis）
配音：三石琴乃（第一季）、朴璐美（第二季）；吳東原（台灣）；陳琴雲（香港）
操作模型：傑鋼→海盜高達X1全武裝
第一季登場的高達模型隊伍「復仇女神（Nemesis）」會長的孫子。
7年前曾被艾拉怒斥「若想得到冠軍，就靠自己的本事去拿」，而他本人也一直將這句話記著。
現時以歐洲最年輕的Fighter身份活躍於對戰中，並連續3年稱霸歐洲少年組冠軍。目前以留學生身份入學私立格蘭納達學園並代表學校參加全國大賽。

##### 天山學園隊「泰坦」
井瀨純也（Inose·Junya）
配音：吉野裕行；李凱傑（香港）
操作模型：斷絕高達
宮城縣代表隊，天山學園隊「泰坦」的成員。須賀明的舊相識，和世海同樣是次元霸王流拳法的門生，以前和世海經常一起修煉，修練次元霸王流只是為了其中的招式。也學懂了所有格鬥技的招式。
爲了習得更強大的格鬥技而參加高達模型對戰，所習得格鬥技：合氣道，拳擊，八極拳等。
行為卑劣，令不少人不願意再和他對戰。而在敗於師弟世界之下後豁然開悟。

#### 其他人物
第三代川口名人（結城達也）（Meijin Kawaguchi（Yuuki·Tatsuya））
前作出現的人物。詳細請參見「結城達也」。
川口小姐（Lady Kawaguchi）
配音：東條加那子；錢欣郁（台灣）；吳羨婷（香港）
操作模型：觀星者高達→魔龍劍士零高達→驚異京寶梵（第25集宣傳用）→超卓紅武者
與第三代一樣，繼承了「川口」之名的女性。否認自己是文奈幼時所見那位少女選手的原因是會暴露年齡，並在文奈因為遇到困難時給與協助和提醒。
對於西亞與文奈兩人間的成長持續評估著，想在兩人之間選一名成為自己的繼承者。
伊織政（Iori·Sei）
前作主角。詳細請參見「伊織政」。
TAKU（阿拓）（TAKU）
配音：野島裕史；麥皓豐（香港）
操作模型：TURN A高達（黑色塗裝）
超人氣偶像搖滾樂隊「第三代SGOCK」隊長，負責主唱及主音吉他。
在鋼普拉形象小姐大賽邀請神木未來共進晚餐，之後因為神木世海的協議挑戰，贏得勝利才能和神木未來共進晚餐而參加鋼普拉拉力賽，但是卻利用其他女性參賽者攻擊神木未來操控的熊亞凱，使得神木未來的熊亞凱機體毀損且轉移機體，之後被神木未來操控的小熊亞凱以次元霸王流-蒼天紅蓮拳擊破機體失去資格。
美星
前作出現的人物。詳細請參見「琪拉拉」。
矢島尼爾斯（Yajima·Nils）
前作出現的人物。舊姓尼爾森，因入贅矢島家而改姓矢島。詳細請參見「尼爾斯·尼爾森」。
佐崎建夫（Sazaki·Tateo）
配音：廣橋涼；林丹鳳（香港）
操作模型：強人
佐崎進和佐崎薰子的弟弟。名人杯少年組冠軍。

## 登場原創模型
GAT-X105B 製作攻擊鋼彈（Build Strike Gundam）
由伊織政親手製作完成的鋼彈模型，是以在《機動戰士GUNDAM SEED》當中登場的「攻擊GUNDAM」來做為改造的原型。
RX-178B 製作鋼彈MK-II（Build Gundam Mk-II）
以機動戰士Z GUNDAM中登場的「鋼彈MK-II」為基礎、伊織政假設泰坦斯推出改良版MK-II四號機的原創版本，參考蓋布蘭及G防衛者設計而成。在設定上是運用了舊式骨架，但這個版本的骨架是全新的。
GAT-X105B/ST 星創突擊高達（Star Build Strike Gundam）
在世界錦標賽前夕的一連串戰鬥期間，由政所製作的新高達模型。較創建突擊高達大幅進化，當它發揮隱藏的性能時，全世界的高達模型相關人士皆為之震驚。

## 科技
鋼彈模型對戰
使用鋼彈模型對戰系統，令模型活動起來，並由「戰士」來操縱模型，根據其指示來戰鬥的活動，於世界各地都十分受歡迎。
帕拉夫斯基粒子（Plavsky Particle）
鋼彈模型對戰時使用的特殊粒子，在十年前被發現。它會對用來製作鋼彈模型的塑膠素材產生反應，使操作者可以從模型外部進行流體式的操作。此外，透過這種粒子的變化效果，可以顯示出光束兵器或是爆炸等效果，讓鋼彈模型間的對戰，看起來更具臨場感。 因為帕拉夫斯基粒子的存在，原本不能動的鋼彈模型有了生命， 可以進行究極的鋼彈模型對戰。
實際上是大型寶石「阿利斯達之星」經粒子化後而成的反粒子，而這祕密也很少人知道，之後「阿利斯達之星」因失控而被澪司等人摧毀，最後由尼爾森重新研發成功而問世。
對戰系統
鋼彈模型對戰會在特定的戰鬥系統上進行。 將內含鋼彈模型製作資料的「GP BASE」跟鋼彈模型，設置在戰鬥系統內之後，系統就會開始散佈被稱為「帕拉夫斯基」的特殊粒子，並且在固定範圍內隨機形成對戰場景。
具現化系統
使用阿利斯達之星（帕拉夫斯基粒子）讓人體產生強烈戰鬥意志，使用的強度越強，造成的後遺症也大
發明者為奈恩·巴特

## 用語
鋼彈模型戰士／鋼彈模型製作家
前者意指擅長操作模型進行對戰的人，而後者意指善於模型製作的人。有的人善於前者而不擅長後者，反之亦然，因此也時有操作者和製作者合作的例子（如誠和嶺司的搭檔）。而同時具備兩者的人，則被稱為「創鬥者」（ビルドファイターズ，Build Fighter）。
鋼彈模型對戰世界大賽
世界各地的鋼彈模型對戰高手雲集的大賽，為所有「戰士」作為目標的世界大賽，有如鋼彈模型對戰界的世界盃。
伊織模型店
伊織政家中所開的模型店，原為伊織毅管理，但了使鋼彈模型更加普及，將模型店交託給妻子與兒子之後，在世界各地展開旅程。雖然是模型店但因為位置不太顯眼，故此客人並不多，常客是拉爾先生。
高坂咖啡餐廳
高坂千奈家中經營的咖啡廳， 並由高坂智奈的爸爸擔任廚師。
鋼彈模型造型術
PPSE社
正式名稱為「帕拉夫斯基粒子系統工程公司」（Plavsky Particle System Engineering），是製造帕拉夫斯基粒子以及對戰系統的公司，在每年的世界大賽上擁有種子權。
異世界王國
嶺司的故鄉，存在於另一個異世界中。 環境似於在高達作品裏的殖民衛星。
復仇女神隊
由人稱「可燃冰的發掘王」的富豪涅墨西斯所成立的隊伍，為了能在今年得下冠軍而派遣了艾拉·尤基艾寧代表出賽。
川口名人
鋼彈模型界最崇高的稱號，擁有此稱號的人在鋼彈模型界即是公認的「世界最強」。
傳說「名人」一詞是源自半世紀第一次鋼彈模型熱潮時一位被奉為傳說級的模型製作家。而此稱號目前已經歷兩代傳承，第二代川口名人是修羅，而現任的第三代「名人」即是結城達也。
鋼彈模型黑手黨
簡稱「GM」，不論是合法和非法，只要能夠賺取利潤，他們都會利用對戰系統及鋼彈模型從事非法工作。

## 製作人員
|                | GUNDAM創戰者 （第一季）                              | GUNDAM創戰者TRY （第二季）                                       |
| -------------- | ---------------------------------------------------- | ---------------------------------------------------------------- |
| 企劃           | 日昇動畫                                             | 日昇動畫                                                         |
| 原作           | 矢立肇、富野由悠季                                   | 矢立肇、富野由悠季                                               |
| 監督           | 長崎健司                                             | 綿田慎也                                                         |
| 助監督         | 角田一樹                                             | 角田一樹                                                         |
| 系列構成、腳本 | 黑田洋介                                             | 黑田洋介                                                         |
| 人物設計       | 大貫健一                                             | 大貫健一                                                         |
| 人物設計協力   | 安田典生                                             | 安田典生                                                         |
| 機械設定       | 大河原邦男、阿久津潤一 海老川兼武、石垣純哉 寺岡賢司 | 大河原邦男、今石進 海老川兼武、石垣純哉 寺岡賢司、寺島慎也 NAOKI |
| 美術設計       | 中島美佳                                             | 中島美佳                                                         |
| 美術監督       | 佐藤步                                               | 近藤由美子                                                       |
| 設計工作       | 海老川兼武                                           | 海老川兼武                                                       |
| 色彩設計       | 菊地和子                                             | 菊地和子                                                         |
| 攝影監督       | 後藤春陽                                             | 後藤春陽                                                         |
| 編輯           | 野尻由紀子                                           | 野尻由紀子                                                       |
| CG設計         | 宮原洋平                                             | 宮原洋平                                                         |
| 音響監督       | 三間雅文                                             | 三間雅文                                                         |
| 音響效果       | 中野勝博                                             | 中野勝博                                                         |
| 音樂           | 林友樹                                               | 林友樹、橘麻美                                                   |
| 音樂製作人     | 木村憲一郎、斋藤滋、山田智子                         | 木村憲一郎、斋藤滋、山田智子                                     |
| 企劃協力       | Bandai Hobby 事業部                                  | Bandai Hobby 事業部                                              |
| 製作協力       | ADK                                                  | ADK                                                              |
| 執行製作人     | 佐佐木新（日昇動畫）、出原隆史（創通）               | 佐佐木新（日昇動畫）、出原隆史（創通）                           |
| 企畫製作人     | 志田香織                                             | 志田香織                                                         |
| 製作人         | 白石誠（東京電視台）、小川正和（日昇動畫）           | 白石誠（東京電視台）、小川正和（日昇動畫）                       |
| 副製片人       | 武藤譽、山中玲奈、玉虫秀章、吉江輝成                 | 武藤譽、山中玲奈、玉虫秀章、吉江輝成                             |
| 製作           | 東京電視台、創通、日昇動畫                           | 東京電視台、創通、日昇動畫                                       |

## 主題曲
片頭曲
（第02－13話）
作詞、作曲、主唱：BACK-ON
第1話作為片尾曲使用；第24話作為插曲使用。
「wimp ft. Lil' Fang（from FAKY）」（第14－24話）
作詞、作曲：BACK-ON，主唱：BACK-ON & Lil' Fang（from FAKY）
第25話未使用。
「身邊有你」（第01－13話）香港粵語版
作詞：天旋，作曲：BACK-ON，編曲：BACK-ON，主唱：陳國峰
片尾曲
「Imagination > Reality」（想像>現實）（第02－13話）
作詞、主唱：AiRI，作曲、編曲：宮崎京一
第1話未使用。由第8話開始片尾部份有重製。
（短褲魂）（第14－25話）
作詞、作曲、編曲、主唱：前山田健一
插曲
（第04、23話）
作詞：黑田洋介，作曲：NARASAKI，編曲：Sadesper Record，歌：KIRARA（悠木碧）（レーベル：ランティス）
特別編「GM之反擊」
主題曲「Carry on」
作詞：TEEDA，作曲、編曲：KENJI03，主唱：BACK-ON

### 獎項
- 《身邊有你》：新城知訊台「勁爆兒歌榜」冠軍歌曲（2014年4月20日）
- 《身邊有你》：2013年度新城勁爆兒歌頒獎禮「新城勁爆兒歌」獎

## 各話列表

### 本編
| 話數 | 日文標題 | 中國標題       | 香港標題           | 台灣標題       | 劇本     | 分鏡                     | 演出              | 作畫監督          | 機械作畫監督          |
| ---- | -------- | -------------- | ------------------ | -------------- | -------- | ------------------------ | ----------------- | ----------------- | --------------------- |
| 1    |          | 與             | 與澪               | 與嶺           | 黑田洋介 | 長崎健司                 | 長崎健司          | 大貫健一          | 有澤寬                |
| 2    |          | 赤彗星         | 赤彗星             | 紅之彗星       | 黑田洋介 | 增井壯一 長崎健司        | 綿田慎也          | 千葉道德          | 金世俊                |
| 3    |          | 全裝備型       | 全裝備型           | 全裝備型       | 黑田洋介 | 角田一樹                 | 角田一樹          | 新保卓郎          | 阿部宗孝              |
| 4    |          | 敢達模型偶像KIRARA☆      | 高達模型偶像       | 鋼彈模型偶像琪拉拉   | 黑田洋介 | 酒井和男                 | 酒井和男          | 松川哲也          | 久壽米木信彌          |
| 5    |          | 最強製作人     | 最強製作人         | 最強製作家       | 黑田洋介 | 大塚健                   | 孫承希            | 池田佳代          | 大塚健                |
| 6    |          | 戰鬥的理由     | 戰鬥的理由         | 戰鬥的理由     | 黑田洋介 | 寺岡巖                   | 南康宏            | 森下博光          |                       |
| 7    |          | 世界級的實力   | 世界級的實力       | 世界級的實力   | 黑田洋介 | 大久保朋 長崎健司        | 角田一樹 大久保朋 | 千葉道德          | 大張正己              |
| 8    |          | 相逢的戰士們   | 戰士相逢戰場中     | 相逢的戰士們   | 黑田洋介 | 綿田慎也                 | 綿田慎也          | 大貫健一          | 有澤寬                |
| 9    |          | 想象力的翅膀   | 想象之翼           | 想象力的翅膀   | 黑田洋介 | 酒井和男                 | 酒井和男          | 松川哲也          | 牟田口裕基            |
| 10   |          | 世界錦標賽開幕 | 世界錦標賽，開幕！ | 世界大賽開幕   | 黑田洋介 | 蘆野芳晴                 | 孫承希            | 新保卓郎          | 金世俊                |
| 11   |          | 大混戰         | 大混戰             | 多隊混戰       | 黑田洋介 | 寺岡巖                   | 角田一樹          | 池田佳代 松川哲也 | 阿部宗孝 久壽米木信彌 |
| 12   |          | 放電           | 釋能               | 釋能           | 黑田洋介 | 大塚健                   | 南康宏            | 森下博光          | 大塚健                |
| 13   |          | 對戰武器組     | 武器對戰           | 對戰武器組     | 黑田洋介 | 酒井和男                 | 名取孝浩          | 千葉道德          | 進藤ケンイチ          |
| 14   |          | 代號C          | 代號C              | 代號C          | 黑田洋介 | 西澤晉                   | 角田一樹 大久保朋 | 新保卓郎          | 有澤寬                |
| 15   |          | 戰士的光輝     | 戰士的光輝         | 戰士的光輝     | 黑田洋介 | 蘆野芳晴                 | 孫承希            | 大貫健一          | 大張正己              |
| 16   |          | 再會，父親？   | 重逢，爸爸？       | 再會 父親      | 黑田洋介 | 酒井和男                 | 角田一樹          | 松川哲也          | 金世俊                |
| 17   |          | 心之造型       | 心之形             | 心的形狀       | 黑田洋介 | 綿田慎也                 | 綿田慎也          | 池田佳代          | 阿部宗孝              |
| 18   |          | 尋血獵犬       | 尋血獵犬           | 嗜血獵犬       | 黑田洋介 | 西澤晉                   | 南康宏            | 森下博光          | 進藤ケンイチ          |
| 19   |          | 異端之刃       | 迷惘之刃           | 異端之刃       | 黑田洋介 | 酒井和男                 | 酒井和男          | 千葉道德          | 牟田口裕基            |
| 20   |          | 背叛的         | 背叛的雅娜         | 背叛的艾拉     | 黑田洋介 | 西澤晉                   | 孫承希            | 新保卓郎          | 久壽米木信彌          |
| 21   |          | 閃耀的粒子之中 | 閃耀粒子之中       | 閃耀的粒子之中 | 黑田洋介 | 大塚健                   | 大久保朋 角田一樹 | 松川哲也          | 大塚健                |
| 22   |          | 名人VS名人     | 名人對名人         | 名人VS名人     | 黑田洋介 | 狩田豪也                 | 角田一樹          | 池田佳代          | 阿部宗孝              |
| 23   |          | 總決賽前夕     | 總決賽前夕         | 總決賽前夕     | 黑田洋介 | 酒井和男 大張正己 西澤晉 | 綿田慎也          | 森下博光 大籠之仁 | 大張正己              |
| 24   |          | 闇物質         | 暗黑物質           | 黑暗物質       | 黑田洋介 | 大塚健                   | 南康宏            | 新保卓郎 千葉道德 | 金世俊                |
| 25   |          | 約定           | 約定               | 約定           | 黑田洋介 | 長崎健司 寺岡巖          | 長崎健司          | 大貫健一 池田佳代 | 有澤寬                |

- 補充：於本作第23集中，有多部過往GUNDAM作品的人物現身於劇中，如機動戰士Z GUNDAM的哈曼·坎恩；機動戰士GUNDAM 0080：口袋裡的戰爭的阿爾弗烈德·伊茲魯哈、克莉絲汀娜·麥肯錫；機動武鬥傳G GUNDAM的多蒙·卡修一家、莉英·米加姆拉；機動新世紀GUNDAM X的夏基亞·佛羅斯特、奧魯巴·佛羅斯特；機動戰士GUNDAM 00的克莉絲汀·席耶拉、里西典達爾·傑利等。

### 特別編
| 話數          | 日文標題 | 中文標題 | 劇本     | 分鏡                   | 演出            | 作畫監督            | 機械作畫監督 | 播放日期      |
| 第1季         | 第1季    | 第1季    | 第1季    | 第1季                  | 第1季           | 第1季               | 第1季        | 第1季         |
| ------------- | -------- | -------- | -------- | ---------------------- | --------------- | ------------------- | ------------ | ------------- |
| Battle Log 01 |          | AI對戰風雲錄       | 黑田洋介 | 大張正己               | 大張正己        | 千葉道徳            | 久壽米木信弥 | 2017年 8月4日 |
| 不適用        |          |          | 黑田洋介 | 龜井治 西澤晉 大張正己 | 孫承希 池野昭二 | 大貫健一 戶井田珠里 | 有澤寛       | 8月25日       |

## 播放電視台
| 播放地區       | 播放電視台   | 播放日期                                           | 播放時間（UTC+9）                                | 所屬聯播網 | 備註                                                                            |
| -------------- | ------------ | -------------------------------------------------- | ------------------------------------------------ | ---------- | ------------------------------------------------------------------------------- |
| 關東廣域圈     | 東京電視台   | 2013年10月7日－2014年3月31日                       | 星期一 18時00分－18時30分                        | 東京電視網 | 局 有字幕                                                                       |
| 北海道         | TV北海道     | 2013年10月7日－2014年3月31日                       | 星期一 18時00分－18時30分                        | 東京電視網 | 同時局 有字幕                                                                   |
| 愛知縣         | 愛知電視台   | 2013年10月7日－2014年3月31日                       | 星期一 18時00分－18時30分                        | 東京電視網 | 同時局 有字幕                                                                   |
| 大阪府         | 大阪電視台   | 2013年10月7日－2014年3月31日                       | 星期一 18時00分－18時30分                        | 東京電視網 | 同時局 有字幕                                                                   |
| 岡山縣、香川縣 | 瀨戶內電視台 | 2013年10月7日－2014年3月31日                       | 星期一 18時00分－18時30分                        | 東京電視網 | 同時局 有字幕                                                                   |
| 福岡縣         | TVQ九州放送  | 2013年10月7日－2014年3月31日                       | 星期一 18時00分－18時30分                        | 東京電視網 | 同時局 有字幕                                                                   |
| 日本全國       | AT-X         | 2013年10月9日－2014年4月2日                        | 星期三 19時00分－19時30分                        | 衛星電視   | 有重播                                                                          |
| 日本全國       | BS11         | 2013年10月13日－2014年4月6日                       | 星期日 19時00分－19時30分                        | 衛星電視   | ANIME+節目                                                                      |
| 和歌山縣       | 和歌山電視台 | 2013年11月23日－2014年3月29日 2014年4月3日－5月8日 | 星期六 9時30分－10時00分 星期四 8時00分－8時30分 | 獨立UHF局  |                                                                                 |
| 香港           | 翡翠台       | 2014年3月3日－8月18日                              | 星期一 17時20分－17時50分                        | 地面電視   | UTC+8 有字幕 粵語及日語雙語廣播 第1-13話有粵語片頭曲並「駁片」形式播放 沒有預告 |
| 台灣           | 東森幼幼台   | 2014年3月7日－8月22日                              | 星期五 17時00分－17時30分                        | 有線電視   | UTC+8 繁體中文字幕 中文配音播出                                                 |
| 日本全國       | ANIMAX       | 2014年7月21日－8月22日                             | 星期一至五 10時00分－10時30分                    | 衛星電視   | 有重播                                                                          |

| 東京電視台 星期一 18:00－18:30 節目（動畫530節目第2部） | 東京電視台 星期一 18:00－18:30 節目（動畫530節目第2部） | 東京電視台 星期一 18:00－18:30 節目（動畫530節目第2部） |
| ------------------------------------------------------- | ------------------------------------------------------- | ------------------------------------------------------- |
|                                                         | GUNDAM創戰者 （2013年10月7日－2014年3月31日）           |                                                         |
| 蟲奉行                                                  | 激戰奧雷卡 & 龍收藏                                     |                                                         |

| 翡翠台 星期一 17:20－17:50 節目                               | 翡翠台 星期一 17:20－17:50 節目            | 翡翠台 星期一 17:20－17:50 節目 |
| ------------------------------------------------------------- | ------------------------------------------ | ------------------------------- |
|                                                               | 高達創戰者 （2014年3月3日－8月18日）       |                                 |
| 多啦A夢 水田版第三輯                                          | 大食懶加菲貓 第2輯，第105－156話           |                                 |
| 翡翠台 星期一至六 06:00－06:30 節目                           |                                            |                                 |
| 餐餐有宋家 重播                                               | 高達創戰者 重播 （2016年3月3日－5月22日）  | 香港早晨 06:00-08:55            |
| 翡翠台 星期日 07:30－08:00 節目 8月7日、8月14日、8月21日 停播 |                                            |                                 |
| —                                                             | 高達創戰者 重播 （2016年3月20日－5月22日） | 高達創戰者TRY 重播，第2季       |

| TVB兒童台 星期六、日 17:30－18:00 節目 11月8日起 星期六、日 09:30－10:00 | TVB兒童台 星期六、日 17:30－18:00 節目 11月8日起 星期六、日 09:30－10:00 | TVB兒童台 星期六、日 17:30－18:00 節目 11月8日起 星期六、日 09:30－10:00 |
| ------------------------------------------------------------------------ | ------------------------------------------------------------------------ | ------------------------------------------------------------------------ |
|                                                                          | 高達創戰者 （2014年10月4日－12月27日）                                   |                                                                          |
| 愛探險的Dora VII                                                         | 愛探險的Dora VII                                                         |                                                                          |

| 東森幼幼台 星期五 17:00－17:30 節目 | 東森幼幼台 星期五 17:00－17:30 節目  | 東森幼幼台 星期五 17:00－17:30 節目 |
| ----------------------------------- | ------------------------------------ | ----------------------------------- |
|                                     | 鋼彈創鬥者 （2014年3月7日－8月22日） |                                     |
| Suite 光之美少女♪ 重播              | 我們這一家 重播                      |                                     |

## 其他作品
- 高達創戰者炎（ガンダムビルドファイターズ炎）
- 高達創戰者焱（ガンダムビルドファイターズ焱）
- 高達創戰者D（ガンダムビルドファイターズD）
- 高達創戰者A（ガンダムビルドファイターズA）

## 註解
1. ↑  在現實世界中，「名人」是知名模型製作家川口克己（日语：川口克己）的稱號，通稱「川口名人」，有說法認為故事中提到的第一代名人實際上就是影射川口克己。

## 外部連結
- 第一季 官網
  - （日語）鋼彈創鬥者第一季公式官網 （页面存档备份，存于）
  - （繁體中文）鋼彈創鬥者 官網 （页面存档备份，存于）在 
  - （繁體中文）高達創戰者 官網 （页面存档备份，存于）在 
  - （简体中文）敢达创战者 官网 （页面存档备份，存于）在 
  - （繁體中文）高達創戰者 TVB官方網站 （页面存档备份，存于）